# Liliopol
Liliopol – wieś w Polsce położona w województwie łódzkim, w powiecie kutnowskim, w gminie Dąbrowice.
| SIMC    | Nazwa   | Rodzaj    |
| ------- | ------- | --------- |
| 0562956 | Łojewka | część wsi |

W latach 1975–1998 miejscowość administracyjnie należała do województwa płockiego.
We wsi był przystanek kolei wąskotorowej Liliopol.